# Tour de France 2020/14. Etappe
Die 14. Etappe der Tour de France 2020 fand am 12. September 2020 statt. Die 194 Kilometer lange, hügelige Etappe startete in Clermont-Ferrand und endete in Lyon. Die Fahrer absolvierten insgesamt 2646 Höhenmeter.
Etappensieger wurde Søren Kragh Andersen (Sunweb) mit 15 Sekunden Vorsprung vor Luka Mezgec (Mitchelton-Scott), der den Sprint des Vorderfelds gewann. Nachdem der letzte Ausreißer des Tages, der mit der Roten Rückennummer ausgezeichnete Stefan Küng (Groupama-FDJ), 80 Kilometer vor dem Ziel eingeholt wurde, gab es auf den letzten Kilometern verschiedene Attacken, u. a. anderem von Tiesj Benoot, Marc Hirschi (beide Sunweb), Julian Alaphilippe (Deceuninck-Quick-Step), Lennard Kämna (Bora-hansgrohe) und drei Kilometer vor dem Ziel durch den Etappensieger. Zu diesem Zeitpunkt gehörten dem Peloton die meisten Sprinter nicht mehr an, da im Kampf um das Grüne Trikot Peter Sagans Team Bora-hansgrohe Sam Bennett (Deceuninck-Quick-Step) durch Tempoverschärfungen unter Druck setzte. Zunächst am Château d’Aulteribe (Bergwertung 4. Kategorie, km 32) unmittelbar vor dem Zwischensprint in Courpière (km 37,5) und dann am Col du Béal (2. Kategorie, km 68,5). Bennett kam dadurch im Zwischensprint als Sechster hinter dem ausgerissenen Sagan (3.) an und verlor in der Folge endgültig wie zahlreiche andere Fahrer den Anschluss. Sagan wurde Tagesvierter und verringerte den Abstand in der Punktewertung um 23 Zähler.

## Zeitbonifikationen
| Zeitbonus am Etappenziel in Lyon nach 194 km auf 168 m Höhe | Zeitbonus am Etappenziel in Lyon nach 194 km auf 168 m Höhe |
| Fahrer                                                      | Zeitbonus                                                   |
| ----------------------------------------------------------- | ----------------------------------------------------------- |
| 1. Søren Kragh Andersen (SUN)                               | 10 Sekunden                                                 |
| 2. Luka Mezgec (MTS)                                        | 6 Sekunden                                                  |
| 3. Simone Consonni (COF)                                    | 4 Sekunden                                                  |

## Punktewertung
| Zwischensprint in Courpière nach 37,5 km auf 320 m |             |                             |         |
| 1.                                                 | Belgien     | Edward Theuns (TFS)         | 20 Pkt. |
| 2.                                                 | Schweiz     | Stefan Küng (GFC)           | 17 Pkt. |
| 3.                                                 | Slowakei    | Peter Sagan (BOH)           | 15 Pkt. |
| 4.                                                 | Deutschland | Maximilian Schachmann (BOH) | 13 Pkt. |
| 5.                                                 | Italien     | Matteo Trentin (CCC)        | 11 Pkt. |
| 6.                                                 | Irland      | Sam Bennett (DQT)           | 10 Pkt. |
| 7.                                                 | Italien     | Daniel Oss (BOH)            | 9 Pkt.  |
| 8.                                                 | Osterreich  | Felix Großschartner (BOH)   | 8 Pkt.  |
| 9.                                                 | Osterreich  | Lukas Pöstlberger (BOH)     | 7 Pkt.  |
| 10.                                                | Danemark    | Michael Mørkøv (DQT)        | 6 Pkt.  |
| 11.                                                | Sudafrika   | Daryl Impey (MTS)           | 5 Pkt.  |
| 12.                                                | Norwegen    | Edvald Boasson Hagen (NTT)  | 4 Pkt.  |
| 13.                                                | Australien  | Caleb Ewan (LTS)            | 3 Pkt.  |
| 14.                                                | Deutschland | Tony Martin (TJV)           | 2 Pkt.  |
| 15.                                                | Belgien     | Tim Declercq (DQT)          | 1 Pkt.  |

| Etappenziel in Lyon nach 194 km auf 169 m |            |                            |         |
| 1.                                        | Danemark   | Søren Kragh Andersen (SUN) | 50 Pkt. |
| 2.                                        | Slowenien  | Luka Mezgec (MTS)          | 30 Pkt. |
| 3.                                        | Italien    | Simone Consonni (COF)      | 20 Pkt. |
| 4.                                        | Slowakei   | Peter Sagan (BOH)          | 18 Pkt. |
| 5.                                        | Danemark   | Casper Pedersen (SUN)      | 16 Pkt. |
| 6.                                        | Belgien    | Jasper Stuyven (TFS)       | 14 Pkt. |
| 7.                                        | Italien    | Matteo Trentin (CCC)       | 12 Pkt. |
| 8.                                        | Belgien    | Oliver Naesen (ALM)        | 10 Pkt. |
| 9.                                        | Italien    | Sonny Colbrelli (TBM)      | 8 Pkt.  |
| 10.                                       | Schweiz    | Marc Hirschi (SUN)         | 7 Pkt.  |
| 11.                                       | Frankreich | Anthony Turgis (TDE)       | 6 Pkt.  |
| 12.                                       | Slowenien  | Tadej Pogačar (UAD)        | 5 Pkt.  |
| 13.                                       | Danemark   | Michael Valgren (NTT)      | 4 Pkt.  |
| 14.                                       | Kanada     | Hugo Houle (AST)           | 3 Pkt.  |
| 15.                                       | Frankreich | Warren Barguil (ARK)       | 2 Pkt.  |

## Bergwertungen
| Côte de Château d’Aulteribe Kategorie 4 nach 32,0 km auf 435 m 1,0 km bei 8,4 % |         |                   |        |
| 1.                                                                              | Schweiz | Stefan Küng (GFC) | 1 Pkt. |

| Col du Béal Kategorie 2 nach 68,5 km auf 1390 m 10,2 km bei 5,6 % |             |                           |        |
| 1.                                                                | Schweiz     | Stefan Küng (GFC)         | 5 Pkt. |
| 2.                                                                | Belgien     | Edward Theuns (TFS)       | 3 Pkt. |
| 3.                                                                | Deutschland | Lennard Kämna (BOH)       | 2 Pkt. |
| 4.                                                                | Osterreich  | Felix Großschartner (BOH) | 1 Pkt. |

| Côte du Courreau Kategorie 3 nach 93,0 km auf 1062 m 4,0 km bei 5,7 % |            |                           |        |
| 1.                                                                    | Schweiz    | Stefan Küng (GFC)         | 2 Pkt. |
| 2.                                                                    | Osterreich | Felix Großschartner (BOH) | 1 Pkt. |

| Côte de la Duchère Kategorie 4 nach 184,5 km auf 264 m 1,4 km bei 5,6 % |         |                    |        |
| 1.                                                                      | Belgien | Tiesj Benoot (SUN) | 1 Pkt. |

| Côte de la Croix-Rousse Kategorie 4 nach 189,5 km auf 239 m 1,4 km bei 4,8 % |             |                     |        |
| 1.                                                                           | Deutschland | Lennard Kämna (BOH) | 1 Pkt. |

## Ausgeschiedene Fahrer
- Romain Bardet (ALM): DNS
- Pierre Latour (ALM): DNF